# Archidiecezja Bostonu
Archidiecezja Bostonu (łac. Archidioecesis Bostoniensis; ang. Archdiocese of Boston) – jedna z 33 archidiecezji obrządku łacińskiego w Kościele katolickim w Stanach Zjednoczonych ze stolicą w Bostonie w stanie Massachusetts. Ustanowiona diecezją 8 kwietnia 1808 przez Piusa VII. Podniesiona do rangi archidiecezji przez Piusa IX 12 lipca 1875.
Jest prowadzona przez arcybiskupa prałata, który służy jako proboszcz kościoła matki, w archiatedrze Świętego Krzyża w dzielnicy South End Bostonu.

## Lista duszpasterskich regionów
Archidiecezja Boston jest podzielona na 5 duszpasterskich regionów, każdy z nich jest zarządzany przez biskupa wikariusza.
- Centralny Region Duszpasterski
- Merrimack Region Duszpasterski
- Północny Region Duszpasterski
- Południowy Region Duszpasterski
- Zachodni Region Duszpasterski

## Historia
Diecezja bostońska została kanonicznie powołana 8 kwietnia 1808 przez papieża Piusa VII. Przejęła część terytorium z większej, historycznie, diecezji Baltimore i objęła stany Connecticut, Maine, Massachusetts, New Hampshire, Rhode Island i Vermont.
W XIX wieku, liczba katolików rosła gwałtownie w Nowej Anglii, w związku z tym diecezję bostońską, podzielono na mniejsze nowe diecezje:
28 listopada 1843, papież Grzegorz XVI powołał diecezję Hartford;
29 lipca 1853 papież Pius IX powołał diecezję Burlington i diecezję Portland
14 czerwca 1870 diecezję Springfield;
16 lutego 1872 diecezji Providence.
12 lutego 1875 papież Pius IX podniósł diecezję do rangi archidiecezji.

## Główne świątynie
- Archikatedra: Archikatedra Świętego Krzyża w Bostonie
- Bazylika mniejsza: Bazylika Matki Bożej Nieustającej Pomocy w Bostonie

Ponadto na terenie archidiecezji znajduje się narodowe sanktuarium MB Królowej Świata (Boston).

## Parafie polonijne
- parafia Matki Boskiej Częstochowskiej w Bostonie
- parafia św. Stanisława Biskupa i Męczennika w Chelsea
- parafia św. Wojciecha w Hyde Park
- parafia Trójcy Świętej w Lowell
- parafia św. Jana Chrzciciela w Salem

## Seminaria
- Blessed John XXIII National Seminary
- St. John’s Seminary